# 1529 no Brasil
Esta é uma cronologia dos fatos de 1529 no Brasil.

## Mortes
- Pero Capico, primeiro governador das partes do Brasil.[1][2]